# Herman I van Baden
Herman I van Baden (Freiburg im Breisgau, circa 1040 – Cluny, 25 april 1074) was van 1061 tot 1074 markgraaf van Verona. Hij was de voorvader van de lijn van markgraven van Baden. Hijzelf wordt ook beschouwd als markgraaf van Baden, hoewel hij deze titel nooit gedragen heeft.

## Levensloop
Hij was de oudste zoon van Berthold van Zähringen, die van 1061 tot 1077 hertog van Karinthië was, en een zekere Richwara, wier afkomst onbekend is. Herman I huwde met Judith van Backnang-Sülichgau, gravin van Eberstein, en ontving via haar de rechten op het latere markgraafschap Baden, dat later een belangrijk familiebezit zou worden. Ze kregen volgende kinderen:
- Herman II (1060-1130), van 1112 tot 1130 markgraaf van Baden;
- Luitgard.

Toen zijn vader in 1061 hertog van Karinthië werd, kreeg Herman de titel markgraaf van Verona. Hij regeerde echter nooit Verona, maar behield de titel tot aan zijn dood in 1074. Tegelijkertijd was hij graaf in Breisgouw.
Herman I en zijn vrouw richtten de augustijnenabdij van Backnang op. Deze abdij raakte echter al snel in verval en moest in 1123 door hun zoon herbouwd worden. Toch werd deze abdij een begraafplaats voor vijf generaties markgraven van Baden.
In 1073 scheidde Herman van zijn vrouw om in het klooster te treden. Hij werd lekenbroeder in de abdij van Cluny, waar hij in 1074 zou sterven.
Binnen de katholieke kerk wordt Herman I van Baden vereerd als heilige, hoewel hij nooit officieel heilig werd verklaard. Zijn naamdag valt op 25 april.